# Коту Микулинци (Ботошани)
Коту Микулинци (рум. Cotu Miculinți) насеље је у Румунији у округу Ботошани у општини Коцушка. Oпштина се налази на надморској висини од 104 m.

## Становништво
Према подацима из 2002. године у насељу је живело 523 становника, од којих су сви румунске националности.